# Японська шкільна форма
Шкільна форма в Японії з'явилася наприкінці XIX століття. У нинішній час шкільна форма є в більшості приватних і державних шкіл. Японське слово для позначення уніформи — сейфуку або сейлор фуку (яп. 制服, матроський костюм).
Всі японські школярі, крім найменших, зобов'язані носити форму. Причому, у кожної школи форма своя. Але насправді варіантів не так вже й багато: для дівчаток це або в англійському стилі костюм зі спідницею в клітинку, або просто однотонна спідниця, а також білі блузки, светри, краватки або банти на шиї, або інший, теж дуже популярний, матроський стиль.

## Загальна характеристика

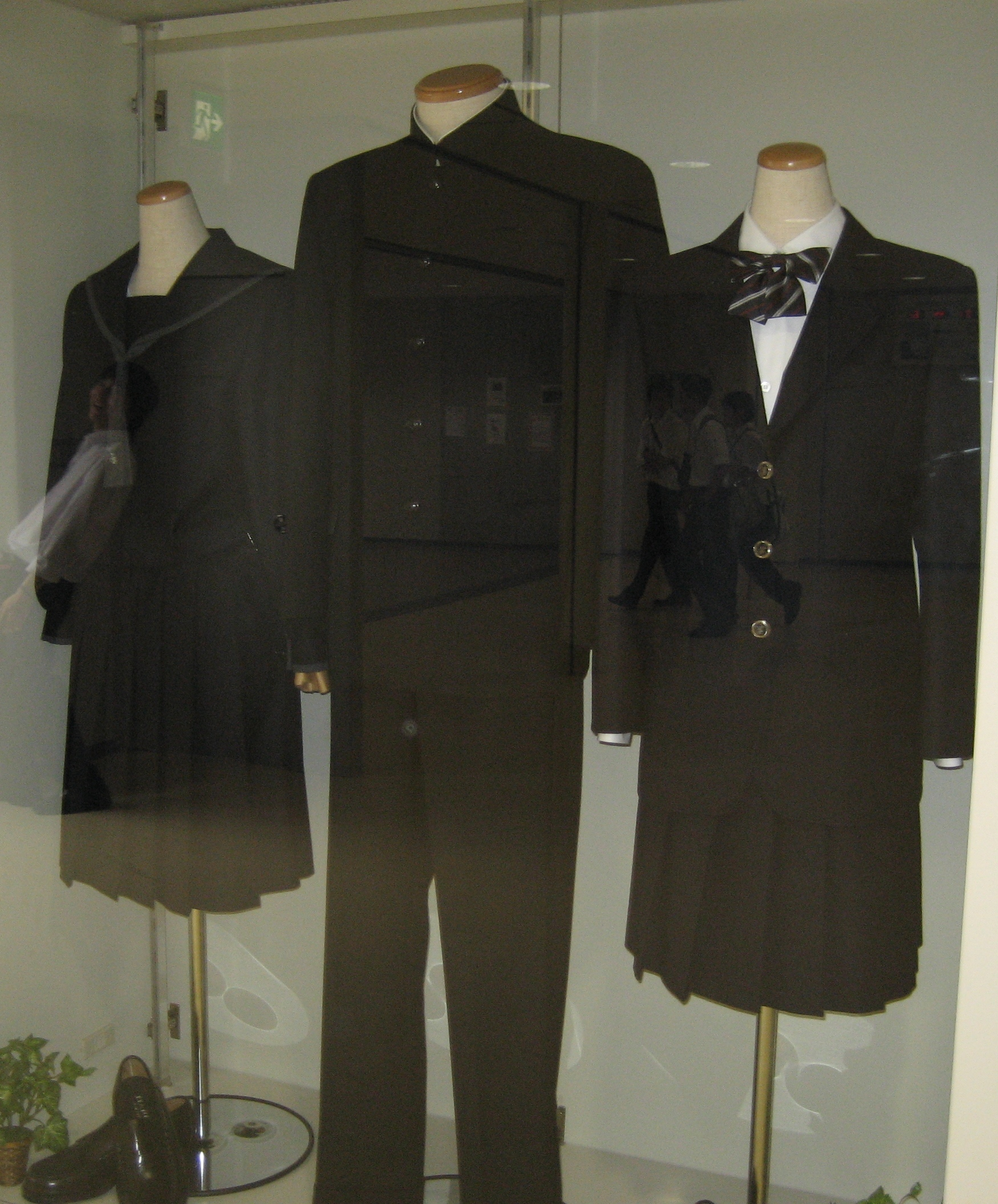
Зразки шкільної форми школи Ішікави

У початкових школах форма найчастіше не обов'язкова. Там же, де вона є, хлопчики зазвичай носять білі сорочки, короткі білі, темно-сині або чорні шорти і кашкети. У дівчат шкільний костюм може складатися з довгої сірої спідниці і білої блузки. Форма одягу може змінюватися в залежності від сезону. Поширені яскраві головні убори — як серед хлопчиків, так і серед дівчат.
Хлопчики носять гакуран — штани (або шорти) і піджак темного кольору з коміром-стійкою. Форма дівчат в більшості шкіл називається «матроський фуку» і нагадує костюм моряка. Це сорочка і спідниця. Також в комплект жіночої форми входять шкарпетки, кофта, шарф і навіть нижня білизна.
Щодо форми існують певні правила. Так, наприклад, хлопчики повинні ходити в шортах і взимку, і влітку, аж до сьомого класу, коли їм видаються штани. дівчата ж цілий рік ходять з голими ногами, а на лінійку з директором школи, яка проводиться три рази на тиждень, зобов'язані приходити в кофті, навіть якщо на вулиці стоїть спека.
До формі зазвичай даються ще й однакові для всіх великі сумки або портфелі. Тож виділитися японські школярки можуть тільки аксесуарами, тому саме з Японії прийшла мода навішувати на сумки, мобільники і одяг всякі фенечки.
З формою дозволяється носити тільки туфлі на низьких підборах, шкарпетки завдовжки майже до колін (так звані рудзу соккусу). До речі, щоб довгі шкарпетки виглядали «спущеними», але при цьому трималися на ногах, їх приклеюють до ніг спеціальним клеєм. Цей «клей для шкарпеток» має у школярок величезну популярність. Єдиний мінус ефекту клею — при пересуванні шкарпетки можуть відклеїтися і зміститися, тому дівчата носять клей в своїх сумках на всякий випадок.
Отже, японська шкільна уніформа в середній і старшій школі традиційно складається з форми у військовому стилі для хлопців і матросок у дівчат. Ця форма заснована на військовому одязі періоду Мейдзі, змодельованої на основі європейської морської форми. У той же час багато шкіл переходять на шкільну форму, схожу із західною, що носиться в парафіяльних школах. Вона включає в себе білу сорочку, краватку, светр з гербом школи і штани у юнаків і білі блузки, краватки, светри з гербом школи і картаті вовняні спідниці у дівчат.

## Шкільна форма для хлопчиків
Гакуран (яп. 学らん) або цуме-ері (яп. 詰め襟) — чоловіча уніформа в багатьох середніх і старших школах Японії. Зазвичай гакуран чорного кольору, але в деяких школах може бути темно-синього або коричневого кольорів.
Гакуран походить від виду прусської військової форми. Слово є комбінацією ієрогліфів гаку (学), що означає «вчитися» або «учень», і ран (らん або 蘭), що означає Нідерланди або історично в Японії, взагалі весь Захід; таким чином, гакуран перекладається як «Західний учень». Такий же стиль одягу носять школярі в Південній Кореї і носили в Китаї до 1949 року.

## Шкільна форма для дівчат

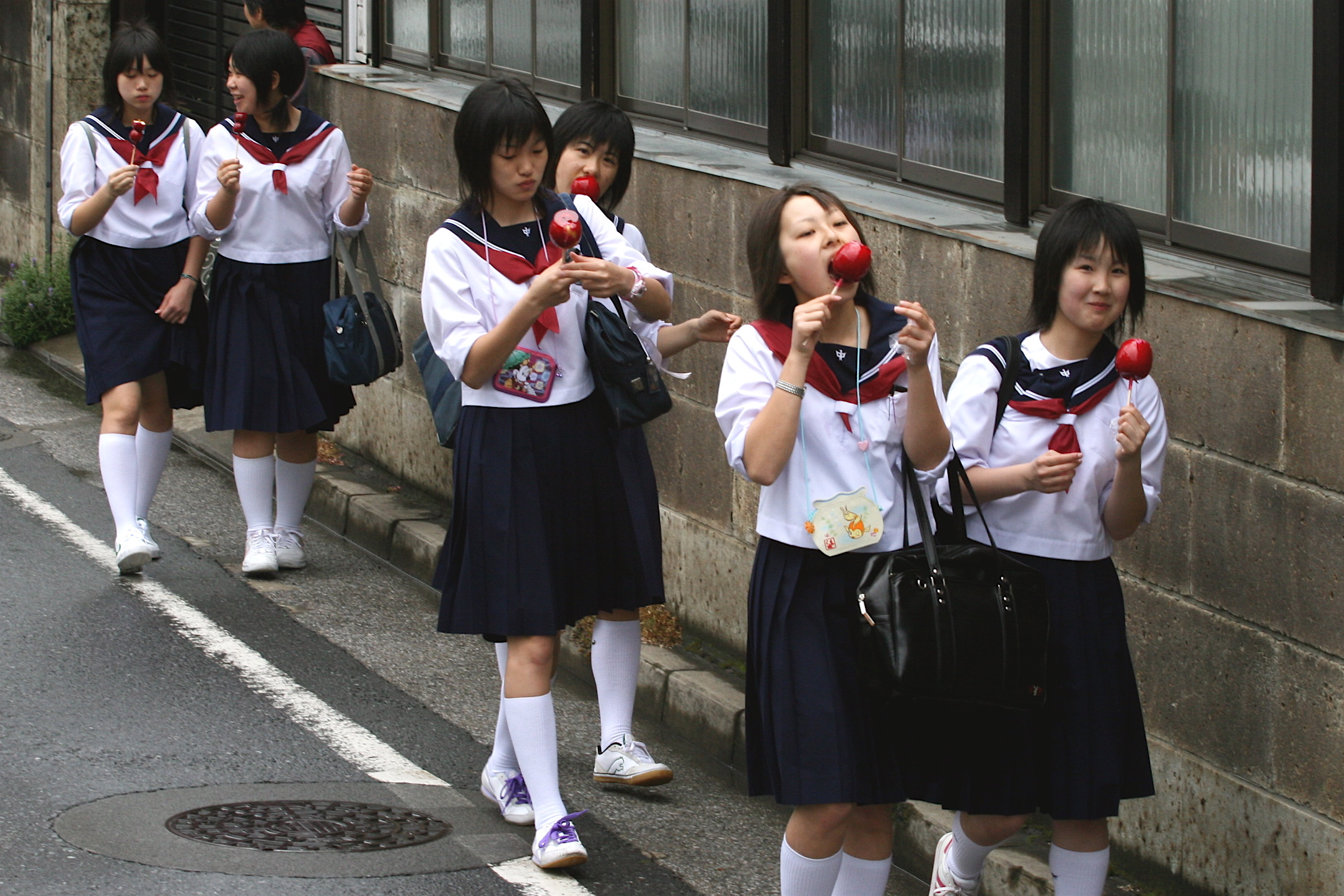
Школярки у серафуку в місті Камакура, Японія.

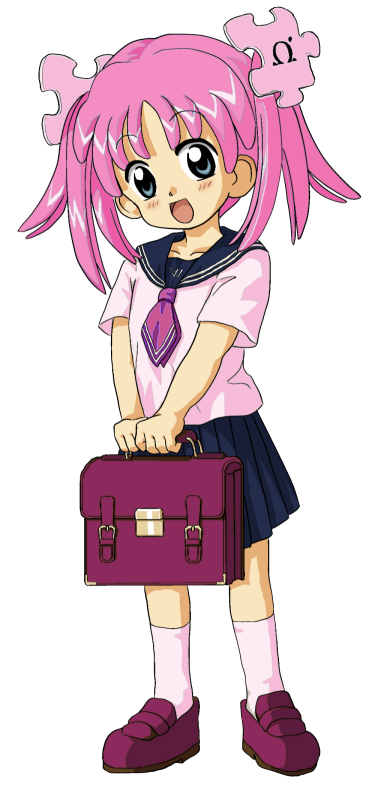
Вікіпе-тан у серафуку

Серафуку (яп. セーラー服) — поширений вид форми, що його носять дівчата в середній і старшій школі і іноді в початковій.
Вперше вона була представлена у як шкільна форма ректором університету Fukuoka Jo Gakuin Елізабет Лі. Вона була створена на основі форми британського Королівського флоту того часу, коли Лі вчилася за обміном у Великій Британії.
На відміну від гакурана, у серафуку існує безліч різних варіацій зовнішнього вигляду. Зазвичай форма складається з блузки з матроських коміром і плісованої спідниці. Залежно від сезону деталі костюма можуть змінюватися: різна довжина рукавів і матеріал. Спереду іноді зав'язується стрічка, протягнута крізь петлю на блузці. Замість стрічки можуть використовувати краватку, бант або шийну хустку. Найпоширенішими кольорами для форми є: темно-синій, білий, сірий, світло-зелений і чорний.
Взуття, шкарпетки та інші аксесуари іноді теж є частиною форми. Шкарпетки зазвичай темно-сині, білі або чорні. Туфлі — коричневі або чорні.
Деякі школи досить відомі через свою форму. Часто форма асоціюється з безтурботною юністю.
Серафуку грає велику роль в культурі отаку. Існує безліч аніме, манґа і додзінсі з персонажами, що носять шкільну форму.